# Kodomo
Kodomo (子供 [こども], lit. ‘nen’) és una paraula de l'idioma japonès que significa nen. Tanmateix, en l'àmbit del manga i l'anime s'empra per referir-se a un gènere orientat al públic infantil.
El gènere kodomo es distingeix per l'absència de fanservice o altres elements destinats a audiències més adulta. Les històries estan caracteritzades per l'ús de temes i conceptes per als nens i la família.
També és molt comú que persones adultes s'interessin per aquestes sèries (un 70% de la població japonesa adulta, segons recents enquestes), probablement pel seu estil informal, la seva curta durada i una simple trama.
Dins d'aquesta categoria es pot incloure: Hamtaro, Hello Kitty, Doraemon, Sazae-sant o Hattori el Ninja, entre d'altres.

## Història
El manga adreçat al públic infantil va començar a finals del segle XIX amb la producció de manga breu, d'aproximadament 15 pàgines, imprès en revistes. Aquests mangues curts es van crear com a part de l'intent de l'era Meiji de fomentar l'alfabetització entre els joves japonesos. Una fita important en la popularitat de l'anime va ser la creació d'Astro Boy per Osamu Tezuka, que sovint es considera el pare de l'anime.